# Снежна овца
Снежна овца (лат. Ovis nivicola) је сисар из реда папкара (Artiodactyla) и породице шупљорожаца (Bovidae). Најближи сродници ове врсте дивље овце су северноамеричке врсте долова овца и амерички муфлон.

## Подврсте
Постоје следеће подврсте снежне овце:
- Камчатска снежна овца

- Корјачка снежна овца

- Чукотска снежна овца

- Охотска снежна овца

- Јакутска снежна овца

- Путоранска снежна овца


Могуће је да постоји и подврста:
- Колимска снежна овца


## Изглед
Крзно снежне овце је лети тамносмеђе, а зими светлосмеђе и вунасто. Предња страна ногу им је тамносмеђе боје, а задњица је светле боје. Нос је беле боје, док је остатак главе тамносмеђ. Уши су мале и тамносмеђе. И мужјаци и женке имају рогове који су знатно мањи од рогова блиско сродног америчког муфлона. Рогови мужјака су дуги до 90 cm, спирални су, окренути уназад и надоле. Рогови женке су знатно мањи и окренути су уназад.
Ован је средње величине и тешке грађе. Глава му је мала, са кратким ушима, врат је кратак и дебео. Удови су такође веома кратки и дебели. Одрасли овнови су дуги 140-188 cm, висина гребена им је 76-112 cm, тежина 56-150 kg. Женке су нешто мање, њихово тело дуго је 126-179 cm, висина гребена им је 76-100 cm, тежина 33-68 kg. У поређењу са осталим подврстама најкрупније су камчатска и чукотска подврста.

## Угроженост
Ова врста дивље овце није угрожена, наведено је да постоји мали ризик, јер има широко распрострањење.

## Распрострањење
Русија (Сибир) је једино познато природно станиште врсте. Снежна овца (Ovis nivicola) насељава висораван Путорану у централном Сибиру и североисточни Сибир јужно и источно од реке Лене све до Јаблоновских планина на југу и Чукотке и Камчатке на истоку.

## Популациони тренд
Средином 1980-их, процењено је да је популација целе врсте снежне овце између 85.000 и 95.000; од чега је популација камчатске снежне овце између 12.000 и 13.000, јакутске снежне овце између 55.000 и 60.000 , охотске снежне овце између 10.000 и 12.000, корјачке снежне овце између 3.000 и 3.500, чукотске снежне овце између 3.000 и 3.500 и путоранске или норилске снежне овце (Ovis nivicola borealis) на 3.500. Имајући у виду да нема скорашњих процена о бројности популације целе врсте, популациони тренд за ову врсту је непознат. Међутим, има недавних процена за неке од подврста. Према камчатском бироу за спортски лов и риболов камчатска снежна овца је 2007. имала популацију од 7.000 јединки. Према руском министарству за природне ресурсе, популација путоранске подврсте је 2008. бројала око 5.500 јединки. Популација чукотске снежне овце је процењена на око 1.500 јединки (црвена листа Руске федерације 2000).

## Станиште
Врста Снежна овца (Ovis nivicola) има станиште на копну. Насељава стеновите планинске области на надморској висини већој од 1.700 метара на Путоранској висоравни и већој од 2.000 метара у осталим областима које насељава.

## Начин живота
Почетком пролећа, сјагњене овце (трудне женке) напуштају стада и крајем маја и у јуну женка (овца) обично ојагњи по једно младунче (јагње). У јуну, стадо се поново окупља. Старији овнови живе у одвојеним стадима до краја јесени. Сезона парења траје од новембра до децембра. У току зиме, стада су на окупу и обично их чини 15 до 20 јединки.
Снежне овце су биљоједи, хране се претежно травом, али и маховином, лишајевима и изданцима дрвећа. Женке сазревају са две године старости, а мужјаци са пет. Њихов животни век је много дужи него код других врста дивљих оваца.